# Angelika Linke
Angelika Linke (* 7. Mai 1954 in Geislingen/Steige) ist eine deutsche Sprachwissenschaftlerin und Hochschullehrerin.

## Leben und Wirken
Nach ihrer Maturaprüfung 1972 in Wetzikon und dem Abitur 1973 in Stuttgart studierte Angelika Linke von 1972 bis 1979 Germanistik, Skandinavistik und Geschichte an der Universität Zürich, unterbrochen von einem Studienaufenthalt für Skandinavistik an der Universität Stockholm. Im Jahre 1979 legte sie die Lizenziatsprüfung I an der Universität Zürich ab und promovierte dort 1985 im Fach Germanistik bei Harald Burger. Ab 1980 arbeitete sie (in Teilzeit) als Gymnasiallehrerin in Wetzikon, außerdem war sie von 1980 bis 1995 als Forschungsmitarbeiterin und wissenschaftliche Assistentin am Deutschen Seminar der Universität Zürich tätig. 1995 habilitierte sie sich. Nach auswärtigen Gastlehraufträgen und einer Lehrstuhlvertretung an der Universität Innsbruck hatte Angelika Linke von 2000 bis 2019 eine ordentliche Professur für Germanistische Linguistik an der Universität Zürich inne. Gastprofessuren führten sie an die Universität Linköping und ab 2021 an die Universität Uppsala. Von 2009 bis 2010 war sie Fellow am Wissenschaftskolleg zu Berlin.
Angelika Linkes Vorlass befindet sich im UZH Archiv.

## Veröffentlichungen (Auswahl)
- Gespräche im Fernsehen (= Zürcher germanistische Studien, Bd. 1). Lang, Bern u. a. 1985, ISBN 3-261-04099-8.
- (mit Paul Michel): Text als Netzwerk. In: Alexander Schwarz u. a.: Alte Texte lesen. Textlinguistische Zugänge zur älteren deutschen Literatur (= UTB, Bd. 1482). Haupt, Bern 1988, S. 55–124, ISBN 3-258-03918-6.
- (mit Markus Nussbaumer u. Paul R. Portmann): Studienbuch Linguistik (= Reihe Germanistische Linguistik, Kollegbuch, Bd. 121). Niemeyer, Tübingen 1991, ISBN 3-484-31121-5 (5. erw. Aufl. 2004).
- (mit Ingelore Oomen-Welke): Herkunft, Geschlecht und Deutschunterricht. Oben-unten - von hier-von anderswo - männlich-weiblich. Fillibach-Verlag, Freiburg/Br. 1995, ISBN 3-931240-01-0.
- Sprachkultur und Bürgertum. Zur Mentalitätsgeschichte des 19. Jahrhunderts. Metzler, Stuttgart 1996, ISBN 3-476-01424-X.
- Sprache, Gesellschaft und Geschichte. Überlegungen zur symbolischen Funktion kommunikativer Praktiken der Distanz. In: Zeitschrift für germanistische Linguistik, Bd. 26 (1998), S. 135–154.
- (Mithrsg.): Neue deutsche Sprachgeschichte. Mentalitäts-, kultur- und sozialgeschichtliche Zusammenhänge (= Studia linguistica Germanica, Bd. 64). de Gruyter, Berlin 1992, ISBN 3-11-017250-X.
- (Hrsg.): Sprache und mehr. Ansichten einer Linguistik der sprachlichen Praxis (= Reihe Germanistische Linguistik, Bd. 245). Niemeyer, Tübingen 2003, ISBN 3-484-31245-9.
- (Hrsg., mit Jakob Tanner): Attraktion und Abwehr. Die Amerikanisierung der Alltagskultur in Europa (= Alltag & Kultur, Bd. 11). Böhlau, Köln 2006, ISBN 3-412-34405-2.
- (Hrsg., mit Hellmuth Feilke): Oberfläche und Performanz. Untersuchungen zur Sprache als dynamischer Gestalt (= Reihe Germanistische Linguistik, Bd. 283). Niemeyer, Tübingen 2009, ISBN 3-484-31283-1.
- (Hrsg., mit Arnulf Deppermann): Sprache intermedial. Stimme und Schrift, Bild und Ton. de Gruyter, Berlin 2010, ISBN 3-11-022205-1.
- (Hrsg., mit Thomas Forrer): Wo ist Kultur? (= Zürcher Hochschulforum, Bd. 50). vdf, Hochsch.-Verl. an der ETH, Zürich 2014, ISBN 978-3-7281-3348-9.
- (Hrsg., mit Arnulf Deppermann u. Hellmuth Feilke): Sprachliche und kommunikative Praktiken. de Gruyter, Berlin 2016, ISBN 3-11-044894-7.
- (Hrsg., mit Juliane Schröter): Sprache und Beziehung (= Linguistik – Impulse & Tendenzen, Bd. 69). de Gruyter, Berlin 2017, ISBN 978-3-11-049582-9.